# Rio Riet (Cabo Oriental)
Rio Riet (Cabo Oriental) é um rio da África do Sul.